# 1932年5月香港潔淨局選舉
1932年5月香港潔淨局選舉在5月10日舉行，選出潔淨局一名非官守議員，亦是罕有的非自動當選選舉。
李树芬博士獲得普樂爵士提名和周壽臣爵士的和議，而且現任議員羅文錦亦欽定其接替。另一候選人為九龍居民協會前主席鍾有德，獲得協會主席W·華頓·羅傑提名，以及E·谷的和議。李树芬最終以775票之差擊敗對方。
李树芬在競選活動中，動用汽車來展示海報，亦有西人和華人協助拉票，有記者形容「這是一場在香港前所未有的競選活動，如此落力的拉票而令他眾望所歸勝出」。